# Césarville-Dossainville
 Césarville-Dossainville  es una población y comuna francesa, situada en la región de Centro, departamento de Loiret, en el distrito de Pithiviers y cantón de Malesherbes.

## Demografía
| 326 | 313 | 225 | 230 | 232 | 248 |
| Para los censos de 1962 a 1999 la población legal corresponde a la población sin duplicidades (Fuente: INSEE [Consultar]) |     |     |     |     |     |